# جوشوا فورناس
جوشوا فورناس (بالإنجليزية: Joshua Furnas)‏ هو لاعب كرة قدم أمريكية أمريكي، ولد في 16 ديسمبر 1984.